# Världsmästerskapen i nordisk skidsport 1984
Världsmästerskapen i nordisk skidsport 1984 bestod av lagtävlingar med backhoppning i Engelberg, Schweiz och nordisk kombination i  Rovaniemi, Finland,  eftersom grenarna inte fanns med vid olympiska vinterspelen 1984 i Sarajevo i det dåvarande Jugoslavien.

## Nordisk kombination 3 × 10 kilometer, lag
17 mars 1984
| Medalj | Lag                                                                        | Poäng   |
| ------ | -------------------------------------------------------------------------- | ------- |
| Guld   | Norge (Geir Andersen, Hallstein Bøgseth & Tom Sandberg)                    | 1189.46 |
| Silver | Finland (Rauno Miettinen, Jukka Ylipulli & Jouko Karjalainen)              | 1186.32 |
| Brons  | Sovjetunionen (Alexander Prosvirnin, Alexander Majorov & Ildar Garifullin) | 1183.54 |

Plats: Rovaniemi, Finland

## Backhoppning, lag, stor backe
26 februari 1984
| Medalj | Lag                                                                           | Poäng |
| ------ | ----------------------------------------------------------------------------- | ----- |
| Guld   | Finland (Markku Pusenius, Pentti Kokkonen, Jari Puikkonen & Matti Nykänen)    | 618.3 |
| Silver | Östtyskland (Ulf Findeisen, Matthias Buse, Klaus Ostwald & Jens Weissflog)    | 572.2 |
| Brons  | Tjeckoslovakien (Ladislav Dluhoš, Vladimír Podzimek, Jiří Parma & Pavel Ploc) | 564.1 |

Plats: Engelberg, Schweiz

## Medaljfördelning
| Pl. | Nation          | Guld | Silver | Brons | Totalt |
| --- | --------------- | ---- | ------ | ----- | ------ |
| 1   | Finland         | 1    | 1      | 0     | 2      |
| 2   | Norge           | 1    | 0      | 0     | 1      |
| 3   | Östtyskland     | 0    | 1      | 0     | 1      |
| 4   | Tjeckoslovakien | 0    | 0      | 1     | 1      |
| 5   | Sovjetunionen   | 0    | 0      | 1     | 1      |